# Schildersmateriaal

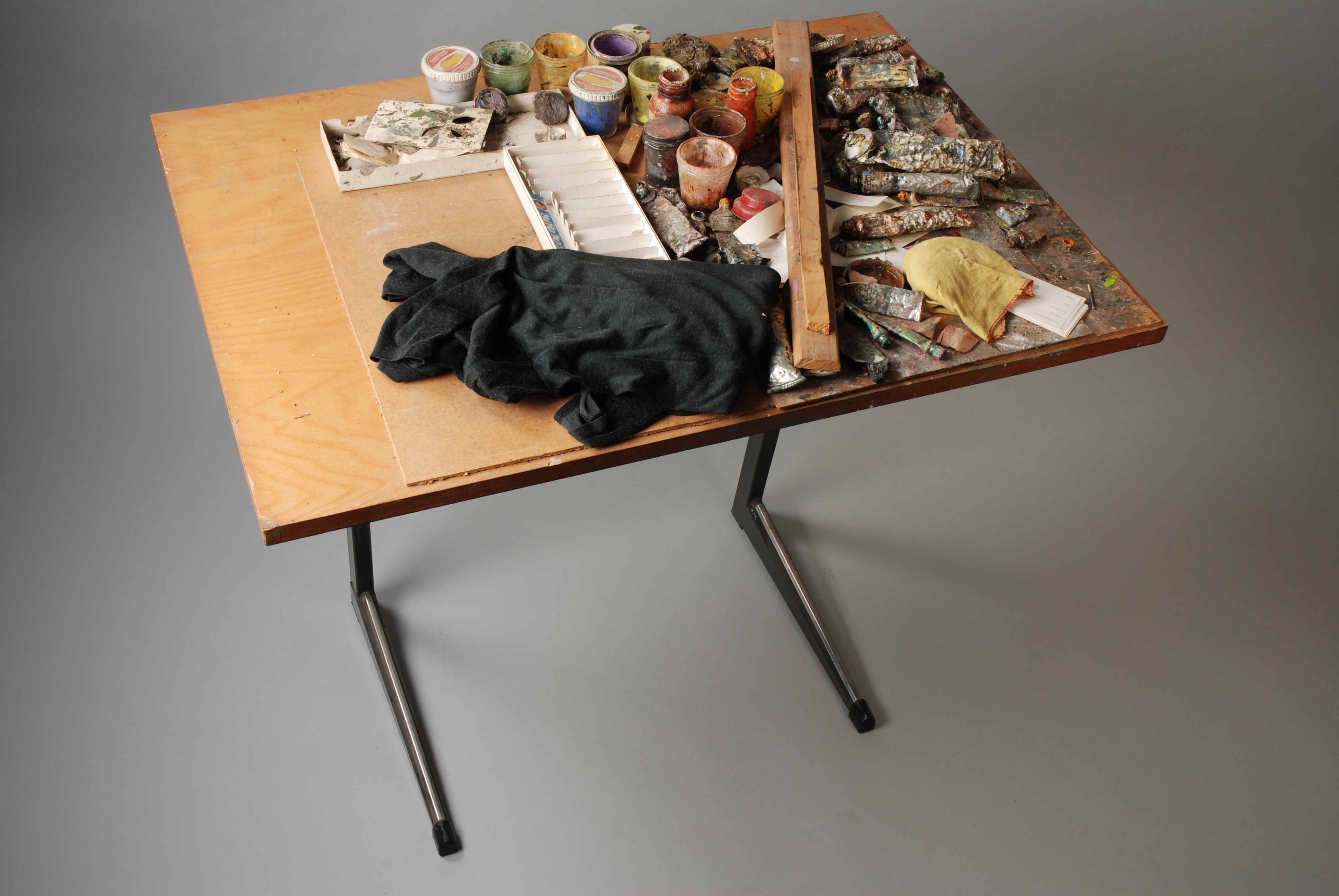
Een tafel met schildermateriaal

Schildermateriaal is materiaal dat een schilder gebruikt, zoals olieverf, acrylverf, linnen, pigment, olie, terpentijn, bindmiddel, emulgator (bijvoorbeeld eidooier) en dergelijke.
Een kunstschilder gebruikt veelal dezelfde soorten materialen als een reclameschilder of een huisschilder (ook: vakschilder). Bij het inhuren van een vakschilder zijn de materiaalkosten meestal inbegrepen in de prijs.

## Gereedschappen
Een schilder heeft ook gereedschappen nodig om te schilderen. De bekendste zijn de penseel en de kwast. Een kunstschilder gebruikt vaak een palet om de verf op te mengen. Verder gebruikt hij ook vaak een paletmes. Daarmee kan hij verf mengen op het palet en uitsmeren op het schildersdoek. Het doek is strakgespannen op een houten of aluminium spieraam.

## Werktuigen
Het schildersdoek staat vaak op een schildersezel, dan kan de kunstschilder er goed bij en kan hij het werk van een afstandje bekijken. Een schildersezel is een standaard met een klemmechanisme om het werkstuk mee te bevestigen. Veldezels zijn meestal driebenig en makkelijk te demonteren. Atelierezels zijn veel groter en zwaarder (voor de stevigheid).